# Erwin Goller
Erwin Goller (* 11. Dezember 1864 in Schwarzenbach an der Saale; † 27. Juni 1918 in Erlangen) war Unternehmer und Mitglied des Deutschen Reichstags.

## Leben
Goller besuchte die Lateinschule in Bayreuth, das Realgymnasium in Nürnberg (das heutige Willstätter-Gymnasium Nürnberg) und die Universitäten München und Straßburg, wo er Naturwissenschaften, speziell Mineralogie und Geologie studierte. In Straßburg war er Zweiter Assistent am mineralogischen Institut. Er promovierte 1889 zum Thema Die Lamprophyrgänge des südlichen Vorspessarts. 1890 war er Mitbegründer der Firma Fichtelgebirgs-Granitwerke Künzel, Schedler & Co. in Schwarzenbach an der Saale und Münchberg, die als Reinersreuther Granitwerke bekannt waren. Er diente beim Königlich Bayerischen 1. Feld– und 2. Fuß-Artillerieregiment und schied als Oberleutnant aus dem Dienst. Ab 1896 war er Mitglied der Handelskammer Bayreuth.
Von 1905 bis 1912 war er für die Freisinnige Volkspartei Mitglied des Deutschen Reichstags im Wahlkreis Oberfranken 1 (Landkreise Hof, Naila, Rehau und Münchberg).
Am 1. Januar 1913 wurde Goller zum Kommerzienrat ernannt. Er engagierte sich maßgeblich im Fichtelgebirgsverein.